# Ammarnäs

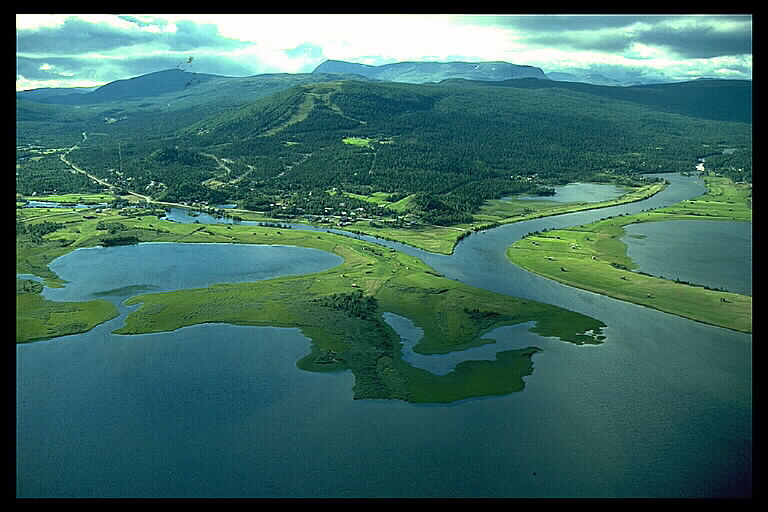
Ammarnäs, förmodligen i slutet av 1970-talet
Foto:Pål-Nils Nilsson.

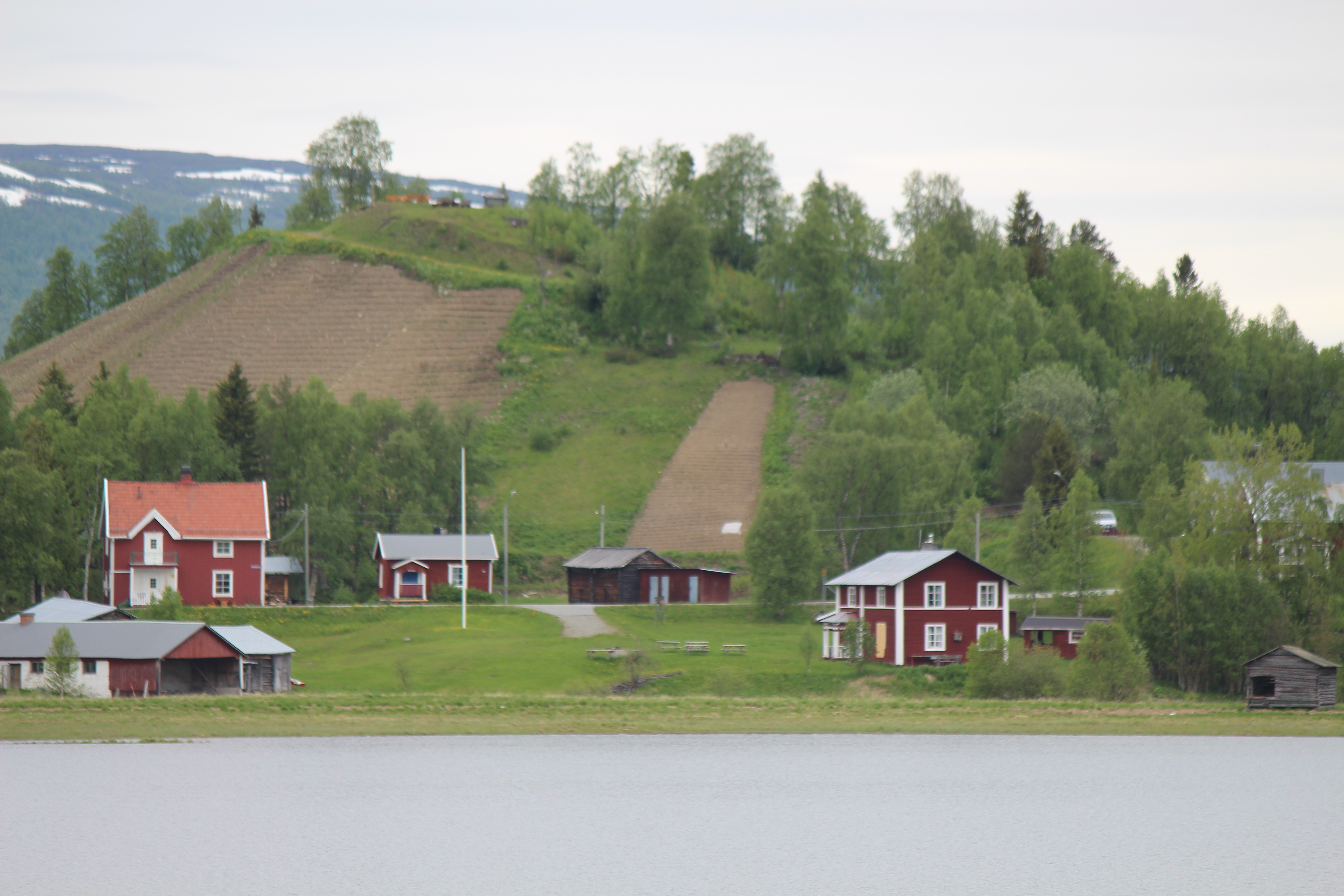

Ammarnäs (umesamiska Gávtjávrrie, sydsamiska Geavtse el. Geavtsjaevrie) är en småort i Sorsele kommun Västerbottens län (Lappland). Orten ligger på näset mellan Vindelälven och älvens dittills största biflöde Tjulån, vilka här mynnar i Gautsträsket. Fram till 1800-talet hade Ammarnäs enbart samisk befolkning.
Potatisbacken i Ammarnäs framröstades 2010 som Sveriges åttonde underverk av Sveriges Radio P4 Extras lyssnare.

## Historia

### Förhistoria
Området kring Gautsträsket, Vindelälven och Tjulån är rikt på lämningar från förhistorisk fångstkultur. Framför allt rör det sig om boplatslämningar. Bland lösfynden kan nämnas skrapor av kvartsit, en stenklubba med skaftränna, brynstenar och en sländtrissa av täljsten.

### Samisk historia

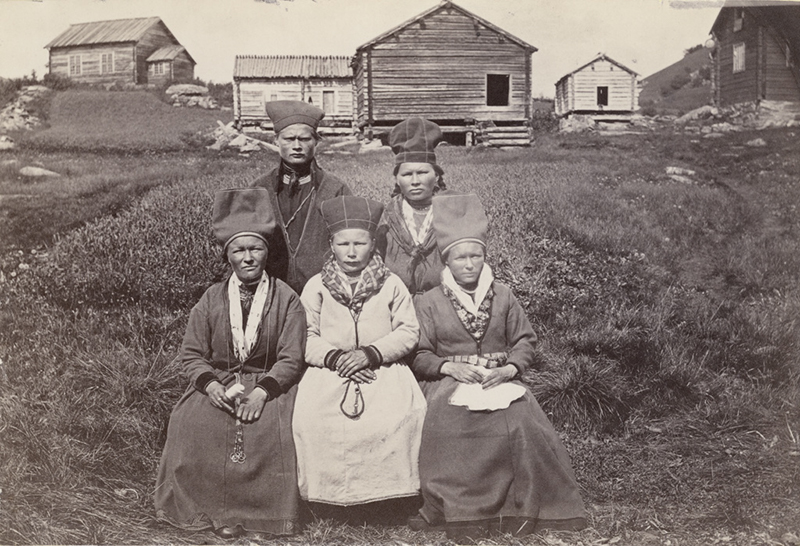
Samer vid gamla kyrkstaden i Ammarnäs 1871. Kapellet ses uppe till vänster.

I historiska källor uppträder Ammarnäsområdet för första gången på Anders Bures karta över norra Skandinavien, tryckt 1611. Gautsträsket finns där med under namnet Kaute T[räsk], medan de närbelägna Tjulträsken kallas för Kunoko T[räsk]. På Jonas Persson Geddas karta över Ume lappmark från 1671 är lappskatteland inritade runt hela Ammarnäsområdet.
I området runt Ammarnäs finns en mängd lämningar efter gamla samiska visten som i många fall var i bruk under 1900-talets första decennier. Flera gravar och kultplatser är också kända.
Ammarnäs ligger inom det umesamiska språkområdet. I samband med tvångsförflyttningen av Karesuandosamer på 1930-talet flyttade dock två nordsamiska familjer in till Grans sameby, vilket innebär att även detta språk finns representerat i området.

### Nybyggarna
Ammarnäsområdet hade en uteslutande samisk befolkning fram till början av 1800-talet. På den plats som idag heter Ammarnäs insynades 1803 ett nybygge under namnet Övre Gautsträsk, men det förblev öde tills det återupptogs 1820 av samerna Måns Sjulsson i Gran och Abraham Sjulsson i Ran. Det blev dock Nils Johansson från Grundfors i Stensele som blev platsens förste aktive jordbrukare efter att ha övertagit nybygget 1827.

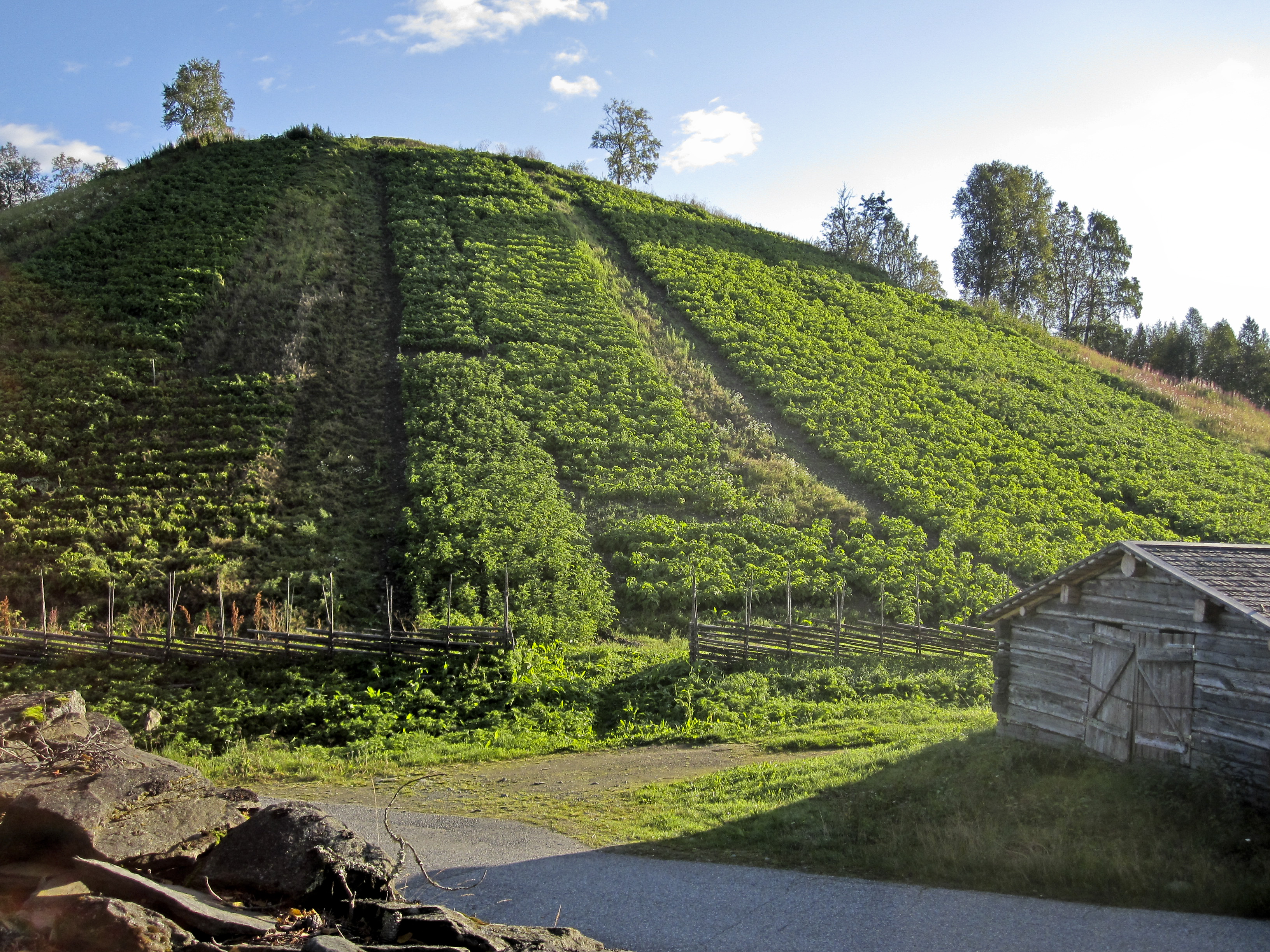
Potatisbacken

Jordbruket i Ammarnäs byggde i stor utsträckning på ängsbruk, främst bedrivet i det deltaland som bildas vid Vindelälvens och Tjulåns utlopp. Ängarna översvämmas av vårfloden varje år och blir därigenom naturligt gödslade. Höet samlades i lador, som fortfarande i stor utsträckning finns bevarade. Frosten var ett allvarligt problem för åkerbruket, men potatisland anlades på sydsidan av en av de tre stora moränkullarna, känd som Potatisbacken.

### Kapellplatsen
Ammarnäs kapell tillkom 1858 för att ersätta Jillesnåle kapell som barmarksperiodens kyrkplats för samerna. Namnet Ammarnäs användes till att börja med i samband med kyrkplatsen. Kring kyrkan växte det fram en samisk kyrkstad med enkla stolpbodar.

### Riksintresse för kulturmiljövården
Ammarnäs är av riksintresse för kulturmiljövården. Uttryck för riksintresset är kyrkan med den samiska kyrkstaden, Gautsträskets deltalandskap med slåtter- och betesmarker med många ängslador samt Potatisbacken mitt i byn.

### Befolkningsutveckling
| Befolkningsutvecklingen i Ammarnäs 1960–2015                     | Befolkningsutvecklingen i Ammarnäs 1960–2015 | Befolkningsutvecklingen i Ammarnäs 1960–2015 | Befolkningsutvecklingen i Ammarnäs 1960–2015 | Befolkningsutvecklingen i Ammarnäs 1960–2015 |
| ---------------------------------------------------------------- | -------------------------------------------- | -------------------------------------------- | -------------------------------------------- | -------------------------------------------- |
|                                                                  |                                              |                                              |                                              |                                              |
| År                                                               |                                              |                                              | Folkmängd                                    | Areal (ha)                                   |
| 1960                                                             | 1960                                         |                                              | 166                                          | ¤                                            |
| 1990                                                             | 1990                                         |                                              | 135                                          | 39#                                          |
| 1995                                                             | 1995                                         |                                              | 157                                          | 47#                                          |
| 2000                                                             | 2000                                         |                                              | 128                                          | 47#                                          |
| 2005                                                             | 2005                                         |                                              | 95                                           | 48#                                          |
| 2010                                                             | 2010                                         |                                              | 87                                           | 48#                                          |
| 2015                                                             | 2015                                         |                                              | 103                                          | 102#                                         |
| Anm.: ¤ Som tätortsbebyggelse med 150-199 invånare # Som småort. |                                              |                                              |                                              |                                              |

## Utbildning, forskning och övriga institutioner
Forskare från Lunds universitet har sedan 1960-talet bedrivit ekologisk forskning inom det så kallade Luvre-projektet med Ammarnäs som bas. Forskningen har framför allt varit inriktad på fåglar. Sedan 1995 finns en fast forskningsstation i Ammarnäs.

## Näringsliv
Ammarnäs ligger ovanför odlingsgränsen, där fjällsamebyarna har sina åretruntmarker. Renskötsel bedrivs på norra sidan om Vindelälven inom Grans sameby och på södra sidan inom Rans sameby. 
På orten finns också ett antal turismföretag, bland annat med verksamhet i Vindelfjällens naturreservat, som omsluter Ammarnäs. Kungsleden går genom orten.

## Kommunikationer
Ammarnäs ligger vid slutet av länsväg 363. Under många år har diskussioner förts om att dra en väg över fjället mellan Ammarnäs och Tärnaby, genom Vindelfjällens naturreservat. Kollektivtrafiken består av buss från Sorsele.
Tidigare var Mo i Rana i Norge den närmaste större orten. Dit reste ammarnäsbor för att köpa och sälja. År 1893 byggdes övernattningsstugor längs Vindelälvens dalgång med medel från länsstyrelsen för att underlätta dessa resor.

## Kända personer från orten
- Mikael Berglund (författare)
- Sven-Gösta Jonsson

## Galleri

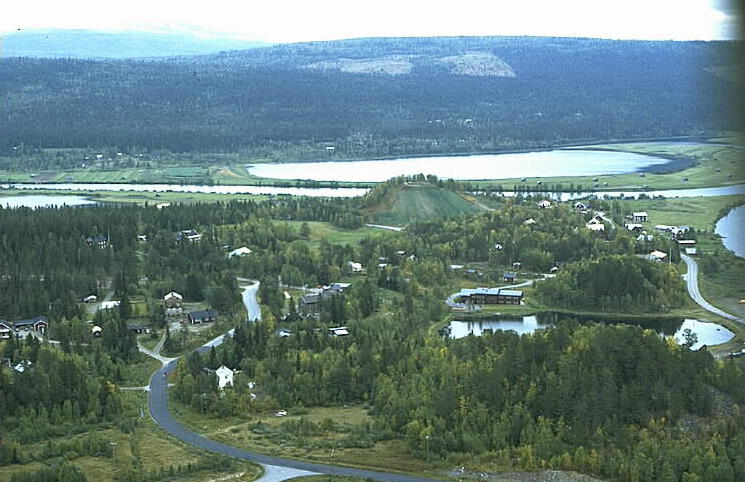
Flygfoto över Ammarnäs från 1995.
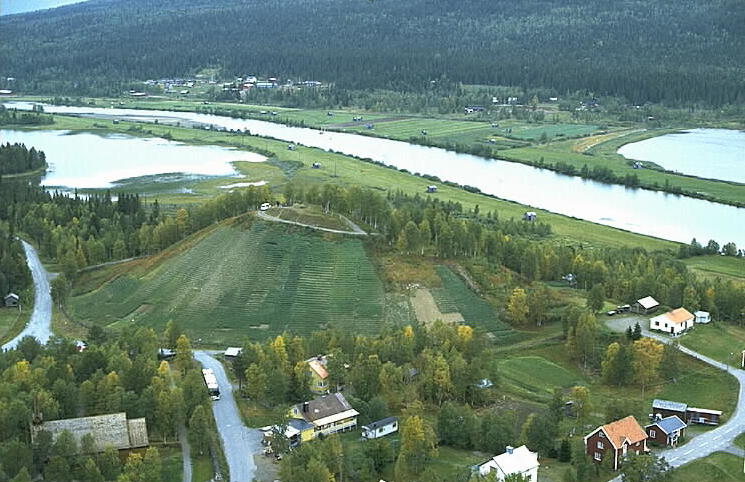
Flygfoto över Ammarnäs och potatisbacken från 1995.
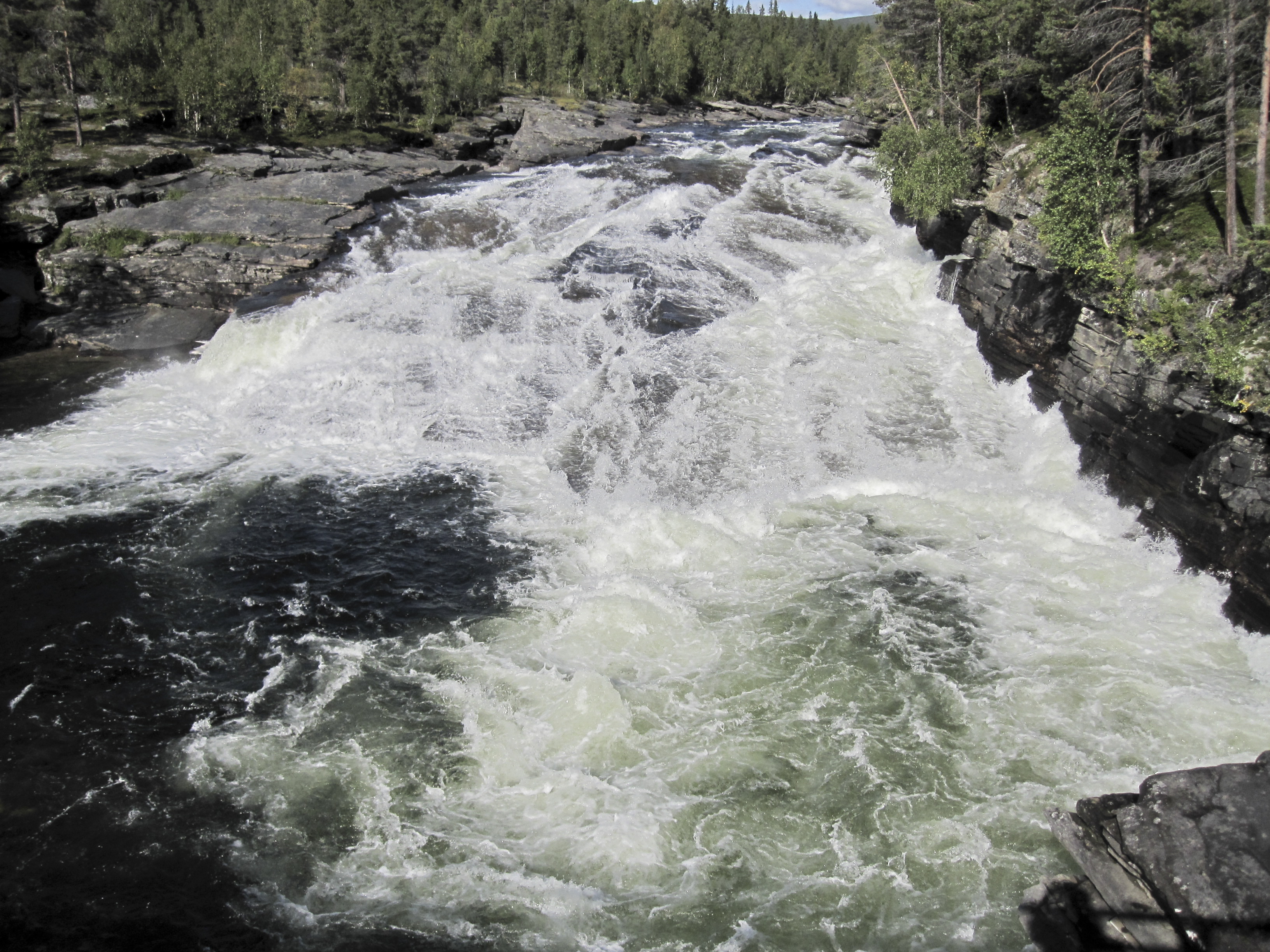
Vindelåforsen i Ammarnäs.